# 張敏 (東漢)
張敏（?—?），字伯达，河间郡鄚县（今河北省任丘县北鄚州镇）人，东汉安帝时司空。
汉章帝建初二年（77年），举孝廉，三年内四迁为尚书。建初九年（84年），拜司隶校尉，二年后，迁汝南郡太守。清约不烦，用刑平正，善处案狱。有人侮辱别人的父亲，被这个人杀死。汉章帝免他的死罪，此后成为定例。于是《轻侮法》规定：父被人侮辱，子可为父报仇免死。他上书反对，认为这是章帝施一时之恩，不可作为常法，如此法施行，有违“杀人者死”之三代通制，势必造成相杀不止，建议废除，被汉和帝采纳。汉殇帝延平元年（106年），拜议郎，转任颍川郡太守。汉安帝永初元年（107年），拜司空，为官清约不烦，用刑平正。永初六年（112年），因为行礼失误，罢司空，后来在家中病卒。

## 延伸阅读
[在维基数据编辑]
 《後漢書/卷44》，出自范晔《後漢書》
 《東觀漢記》